# 藤原種継
藤原 種継（ふじわら の たねつぐ、天平9年〈737年〉 - 延暦4年〈785年〉）は、奈良時代末期の公卿。藤原式家、参議・藤原宇合の孫。無位・藤原清成の長男。官位は正三位・中納言、贈正一位・太政大臣。

## 経歴
称徳朝の天平神護2年（766年）従六位上から五階昇進して従五位下へ叙爵し、神護景雲2年（768年）美作守に任官する。
光仁朝に入ると、政権を主導する内臣・藤原良継など藤原式家の軍事力把握活動の一環として近衛員外少将次いで近衛少将に任ぜられるとともに、紀伊守次いで山背守と畿内の国司を兼ねる。また、光仁天皇の即位に尽力した式家の政治的な発言力上昇に伴って、宝亀5年（774年）従五位上、宝亀8年（777年）正五位下、宝亀11年（780年）正五位上、天応元年（781年）従四位下と順調に昇進した。またこの間、宝亀9年（778年）には左京大夫に転じている。
天応元年（781年）4月の桓武天皇即位に伴い従四位上に昇叙される。翌天応2年（782年）になると、正月に氷上川継の乱、3月に三方王による天皇呪詛事件と天武系皇統による桓武天皇を否定する事件が立て続けに発生する中、種継は参議に任ぜられて公卿に列す。三方王配流の当日に参議任官が行われており、かつ当日の任官人事はこれだけであったことから、事件に伴う恩賞と想定される。4月になると桓武天皇の詔により造宮省が廃止される。これは、遷都を見据えて平城宮にはこれ以上手をかけないことを表明したものであり、遷都推進派であった種継の進言によるものとみられる。
延暦2年（783年）3月に右大臣・藤原田麻呂が没して種継が式家の代表になると、4月に式家のいとこにあたる藤原乙牟漏の立后に伴う叙位にて種継は従三位に叙せられる。これが種継が目立って栄進するきっかけとなり、翌延暦3年（784年）正月には先任の参議4名（藤原家依・神王・石川名足・紀船守）を越えて中納言に叙任され、さらに同年12月には先任の中納言・大伴家持を出し抜いて正三位となった。この栄進には桓武天皇の信頼は当然だが、それよりも皇后・藤原乙牟漏やその母で尚侍兼尚蔵として後宮の最高実力者であった阿倍古美奈の意志がより強く桓武天皇に働いていたことが想定される。

### 長岡京遷都
延暦3年（784年）「天皇はなはだこれ（種継）を委任し、中外の事皆決を取る」とまで評されるほど大きく政務を委ねられていた種継が中心となって、山背国乙訓郡長岡の地への遷都を建議した。桓武天皇の命をうけ藤原小黒麻呂・佐伯今毛人・紀船守・大中臣子老・坂上苅田麻呂らとともに長岡の地を視察し、同年長岡京の造宮使に任命され、事実上の遷都の責任者となった。遷都先である長岡が種継の母の実家である秦氏の根拠地山背国葛野郡に近いことから、造宮使に抜擢された理由の一つには秦氏の協力を得たいという思惑があった事も考えられる。実際、秦足長や大秦宅守など秦氏一族の者は造宮に功があったとして叙爵されている。

### 藤原種継暗殺事件
遷都後間もない延暦4年（785年）9月23日夜、種継は造宮監督中に矢で射られ、翌日薨去。桓武天皇が大和国に出かけた留守の間の事件だった。暗殺犯として大伴竹良らがまず捕縛され、取調べの末大伴継人・佐伯高成ら十数名が捕縛されて斬首となった。事件直前の8月28日に死去した大伴家持は首謀者として官籍から除名された。事件に連座して流罪となった者も五百枝王・藤原雄依・紀白麻呂・大伴永主など複数にのぼった。
その後、事件は桓武天皇の皇太弟であった早良親王の廃太子、配流と憤死にまで発展する。もともと種継と早良親王は不仲であったとされているが、実際の早良親王の事件関与有無は定かでない。しかし家持は生前春宮大夫であり、佐伯高成や他の逮捕者の中にも皇太子の家政機関である春宮坊の官人が複数いたことは事実である。また、早良親王やその周辺が長岡京へ遷都に反対していたためにその責任者である種継が襲撃されたとする説もある。ただし、早良親王も遷都事業に積極的に関与していたとする反証が出され、むしろ暗殺事件によって種継と親王の両方を喪ったことが工事の遅延に繋がったとする指摘もある。
その後長岡京から平安京へ短期間のうちに遷都することになったのは、後に早良親王が怨霊として恐れられるようになった事も含めて、この一連の事件が原因のひとつになったといわれている。
最終官位は中納言正三位兼式部卿。享年49。種継は死後、桓武天皇により正一位・左大臣が贈られ、大同4年（809年）には太政大臣の官職が贈られた。
事件で処罰された人物
| 家系     | 氏名         | 官位                 | 処罰内容                        | 赦免                            |
| -------- | ------------ | -------------------- | ------------------------------- | ------------------------------- |
| 皇族     | 早良親王     |                      | 廃太子 淡路国への配流途中に死去 | 延暦19年（800年）崇道天皇と追称 |
| 皇族     | 五百枝王     | 従四位上・右兵衛督   | 伊予国への流罪                  | 延暦25年（806年）従四位上       |
| 大伴氏   | 大伴家持     | 従三位・中納言       | 既に死去していたが官位剥奪      | 延暦25年（806年）贈従三位       |
| 大伴氏   | 大伴継人     | 従五位下・左少弁     | 死罪（斬首）                    | 延暦25年（806年）贈正五位上     |
| 大伴氏   | 大伴真麻呂   | 従五位下・主税頭     | 死罪（斬首）                    | 延暦25年（806年）贈従五位下     |
| 大伴氏   | 大伴永主     | 従五位下・右京亮     | 隠岐国への流罪                  | 延暦25年（806年）従五位下       |
| 大伴氏   | 大伴竹良     | 右衛門大尉           | 死罪（斬首）                    |                                 |
| 大伴氏   | 大伴湊麻呂   | 大和大掾             | 死罪（斬首）                    |                                 |
| 大伴氏   | 大伴国道     |                      | 佐渡国への流罪                  | 延暦22年（803年）恩赦により入京 |
| 佐伯氏   | 佐伯高成     | 春宮少進             | 死罪（斬首）                    |                                 |
| 紀氏     | 紀白麻呂     | 従五位上・春宮亮     | 隠岐国への流罪                  | 延暦25年（806年）贈正五位上     |
| 藤原北家 | 藤原小依     | 正四位下・大蔵卿     | 隠岐国への流罪                  | 延暦25年（806年）従四位下       |
| 多治比氏 | 多治比浜人   | 春宮主書首           | 死罪（斬首）                    |                                 |
| その他   | 林稲麻呂     | 外従五位下・東宮学士 | 伊豆国への流罪                  | 延暦25年（806年）外従五位下     |
| その他   | 伯耆桴麻呂   | 近衛                 | 死罪（斬首）                    |                                 |
| その他   | 牡鹿木積麻呂 | 中衛                 | 死罪（斬首）                    |                                 |

この他に文章生和気広世が禁錮に処せられているが、天皇の恩詔によって赦免されており（父・清麻呂の功績によるものか）、他にも処分者が出た可能性がある。また、吉備泉や藤原園人が事件直後に地方官に転じているのも、事件への関与を疑われた左遷人事の可能性がある。

## 官歴
注釈のないものは『六国史』に基づく。
- 時期不詳：従六位上
- 天平神護2年（766年） 11月5日：従五位下
- 神護景雲2年（768年） 2月18日：美作守
- 時期不詳：近衛員外少将[24][25]
- 宝亀2年（771年） 閏3月1日：兼紀伊守[26]。9月16日：兼山背守
- 宝亀5年（774年） 正月7日：従五位上
- 宝亀6年（775年） 9月27日：近衛少将、山背守如故
- 宝亀8年（777年） 正月10日：正五位下
- 宝亀9年（778年） 2月23日：左京大夫
- 宝亀11年（780年） 3月17日：兼下総守。12月11日[27]：正五位上
- 天応元年（781年） 正月16日[28]：従四位下。4月15日：従四位上。5月25日：兼近江守。7月10日：左衛士督、近江守如元
- 延暦元年（782年） 3月26日：参議。6月21日：正四位下
- 延暦2年（783年） 4月18日[29]：従三位。7月25日[30]：式部卿兼近江按察使 (日本)、左衛士督如故
- 延暦3年（784年） 正月16日[31]：中納言。6月10日：造長岡宮使。12月2日：正三位
- 延暦4年（785年） 9月24日：薨去（中納言正三位兼式部卿）、贈正一位・左大臣
- 大同4年（809年） 4月12日：贈太政大臣[32]

## 系譜
注記のないものは『尊卑分脈』による。
- 父：藤原清成
- 母：秦朝元の娘[33]
- 妻：粟田道麻呂の娘
  - 長男：藤原仲成（764-810）
- 妻：雁高佐美麻呂の娘
  - 次男：藤原縵麻呂（768-821）
- 妻：山口中宗女
  - 男子：藤原山人
- 妻：藤原継縄の娘
  - 男子：藤原安継 - あるいは清成の子
- 生母不詳の子女
  - 男子：藤原藤生 - 大隅守。子に新羅と通じて反乱を企てた藤原元利万侶
  - 男子：井出湯守[注釈 6]
  - 四男：藤原世嗣（779-831）
  - 女子：藤原薬子（?-810） - 藤原縄主室、尚侍
  - 女子：藤原東子（?-816） - 桓武天皇後宮、甘南美内親王の母